# Aeschnophlebia optata
Aeschnophlebia optata är en trollsländeart som beskrevs av Selys 1883. Aeschnophlebia optata ingår i släktet Aeschnophlebia och familjen mosaiktrollsländor. Inga underarter finns listade i Catalogue of Life.